# Recordes do São Paulo Futebol Clube

Escudo do São Paulo Futebol Clube

O São Paulo Futebol Clube, ou simplesmente São Paulo (como também é conhecido), apesar de estar na primeira colocação do ranking oficial da CONMEBOL (o ranking oficial da CONMEBOL é dividido por país, sem divulgar um ranking geral com todos os times - devido as diferenças nos critérios utilizados pelos países filiados)  ou nas primeiras colocações em outros rankings (ranking de clubes da IFFHS ou ranking da CBF). Ao longo de sua história, estabeleceu recordes em diversas competições oficiais e realizou muitos feitos de valor histórico para as competições e também para a história do futebol.
Os recordes e feitos históricos mostrados, estão em vigor nas competições.

## Recordes
Aqui estão os recordes das competições oficiais que foram conquistados e estabelecidos pelo São Paulo Futebol Clube, todos os recordes estão em vigor - até que... algum time consiga superar o recorde da competição estabelecido pelo São Paulo. 
Qualquer recorde feito pelo São Paulo, caso seja superado posteriormente, ele será retirado por não ser o atual recordista da competição. Somente estarão citados aqui, os dados em que ele é o recordista em toda história da competição. Não serão citados os recordes feitos pelo clube quando se tratar de ser um recorde de apenas uma edição específica de qualquer competição (para casos em que a competição tiver mais de uma edição).
Estão separados por "Âmbito", dentro deles os recordes são listados na "competição" que pertencem, de acordo com a abrangência das mesmas (sendo todas oficiais).
Também estarão citados dentro dos âmbitos, os recordes de acordo com a sua relevância e que não se referem à nenhuma competição especificamente, utilizando-se assim, os "âmbitos" para indicar a importância desse recorde.
Dentro das competições, os recordes estão divididos em duas categorias: "Recordista" e "Maior".
Recordista: aqui estarão os recordes conquistados e atribuídos ao São Paulo Futebol Clube.
Maior: aqui estarão os recordes em que o São Paulo Futebol Clube faz parte, mas não pertence restritamente ao clube.
É importante ressaltar que, nos casos em que o clube for o recordista em algum Âmbito e dentro dele em alguma competição, em alguma competição que não represente a mesma categoria
critérios
Lista de critérios adotados para considerar como recordes.
Estão divididos nas seguintes categorias:

### Âmbito (abrangência do âmbito)
As abrangências do "Âmbito" por ordem de relevância são: internacional ; continental ; nacional  e estadual .

#### Nome da competição oficial
O nível da competição oficial, possui a mesma importância do âmbito que está listada. Os níveis das competições são iguais às brangências dos âmbitos: mundial ;. continental ; nacional  e estadual 
- Recordista:

Aqui estará todos recordes das competições que foram feitos pelo São Paulo, somente os recordes em que os méritos são atribuídos ao clube. Em ordem de importância estarão listados assim: 
1. Títulos conquistados: Quantidade de títulos (ano/temporada dos títulos conquistados na competição). [N.EC. 5]
2. Campeão com o melhor índice de aproveitamento da competição: Porcentagem do índice de aproveitamento, ano/temporada do título conquistado. [N.EC. 6]
3. Maior vitória, válida pela final: Resultado da partida, ano/temporada da competição. [N.EC. 7]
4. Maior vitória: Resultado da partida, ano/temporada da competição. [N.EC. 8]
5. Gols marcados em uma partida, válida pela final: Quantidade de gols marcados. Resultado da partida, ano/temporada da competição. [N.EC. 9]
6. Gols marcados em uma partida: Quantidade de gols marcados. Resultado da partida, ano/temporada da competição. [N.EC. 10]
7. Número de vitórias (soma de todas as edições): Quantidade de vitórias. [N.EC. 11]
8. Número de gols marcados (soma de todas as edições): Quantidade de gols. [N.EC. 12]

- Maior:

1. Partida com mais gols, válida pela final: Quantidade de gols. Resultado da partida, ano/temporada da competição. [N.EC. 13]
2. Partida com mais gols: Quantidade de gols. Resultado da partida, ano/temporada da competição. [N.EC. 14]
3. Final com mais gols (resultado agregado): Quantidade de gols.
 Resultado da partida (primeira partida).  
Resultado da partida (segunda partida). 
Resultado final agregado, ano/temporada da competição. [N.EC. 15]
4. Maior artilheiro: Nome do jogador, quantidade de gols (marcados somente em uma edição), ano/temporada da competição. [N.EC. 16]

### Âmbito Internacional
Campeonato Mundial de Clubes da FIFA (Copa do Mundo de Clubes da FIFA):  
1. Campeão com o melhor índice de aproveitamento da competição: 100% de aproveitamento (venceu todos os jogos), em 2005. [ref mundial da FIFA 1]

#### Copa Européia/Sul-Americana Toyota
- Recordista intercontinental:

1. Títulos conquistados: 2 títulos (1992 e 1993). [ref toyota 1] [ref toyota 2] [nota 1] [nota 2] [N.R. 1]
2. Gols marcados em uma partida, válida pela final: 3 gols. Resultado: São Paulo 3 - 2 Milan da Itália, em 1993. [Detalhes 1] [ref toyota 1] [ref toyota 2] [ref toyota 3] [ref toyota 5] [nota 1] [nota 2] [N.R. 2]

- Maior:

1. Partida com mais gols, válida pela final: 5 gols. Resultado: São Paulo 3 - 2 Milan da Itália, em 1993. [Detalhes 1] [ref toyota 1] [ref toyota 2] [ref toyota 3] [nota 2]

### Âmbito continental

#### Taça Libertadores da América(Copa Libertadores da América)
- Recordista sul-americano:

1. Maior vitória, válida pela final: Resultado: São Paulo 5 - 1 Universidad Católica do Chile, em 1993. [Detalhes 2] [3]|group="ref libertadores"|name="tacalibertadores.1993.2"}} [ref libertadores 2] [ref libertadores 3] [N.R. 3]
2. Gols marcados em uma partida, válida pela final: 5 gols. Resultado: São Paulo 5 - 1 Universidad Católica do Chile, em 1993. [Detalhes 2] [ref libertadores 4] [ref libertadores 2]

- Maior:

1. Partida com mais gols, válida pela final: 6 gols. Resultado: São Paulo 5 - 1 Universidad Católica do Chile, em 1993. [Detalhes 2] [ref libertadores 4] [ref libertadores 3] [nota 3] [N.R. 4]

#### Copa Conmebol
- Recordista sul-americano:

1. Maior vitória, válida pela final: Resultado: São Paulo 6 - 1 Peñarol do Uruguai, em 1994. [Detalhes 3]  [4]  |group="ref c.conmebol"|name="copaconmebol.1994.1"}}
2. Gols marcados em uma partida, válida pela final: 6 gols. Resultado: São Paulo 6 - 1 Peñarol do Uruguai, em 1994. [Detalhes 3]  [ref c.conmebol 1]

- Maior:

1. Partida com mais gols, válida pela final: 7 gols. Resultado: São Paulo 6 - 1 Peñarol do Uruguai, em 1994. [Detalhes 3]  [ref c.conmebol 1]
2. Final com mais gols (resultado agregado): 10 gols.
 Resultado: São Paulo 6 - 1 Peñarol (primeira partida). [Detalhes 3]  
Resultado: Peñarol 3 - 0 São Paulo (segunda partida). [Detalhes 4]
Resultado final: São Paulo 6 - 4 Peñarol, em 1994.  [ref c.conmebol 1]

#### Copa Master da Conmebol
- Recordista sul-americano:

1. Títulos conquistados: 1 título (1996). [5]|group="ref c.m.conmebol"|name="copamasterconmebol.1996.1"}} [nota 4]
2. Campeão com o melhor índice de aproveitamento da competição: 100% de aproveitamento (venceu todos os jogos), em 1996. [ref c.m.conmebol 1] [nota 4]
3. Maior vitória, válida pela final: Resultado: São Paulo 3 - 0 Atlético Mineiro, em 1996. [Detalhes 5] [ref c.m.conmebol 1] [nota 4]
4. Maior vitória: Resultado: São Paulo 7 - 3 Botafogo, em 1996. [Detalhes 6] [ref c.m.conmebol 1] [nota 4]
5. Gols marcados em uma partida, válida pela final: 3 gols. Resultado: São Paulo 3 - 0 Atlético Mineiro, em 1996. [Detalhes 5] [ref c.m.conmebol 1] [nota 4]
6. Gols marcados em uma partida: 7 gols. Resultado: São Paulo 7 - 3 Botafogo, em 1996. [Detalhes 6] [ref c.m.conmebol 1] [nota 4]
7. Número de vitórias (soma de todas as edições): 2 vitórias. [ref c.m.conmebol 1] [nota 4]
8. Número de gols marcados (soma de todas as edições): 10 gols. [ref c.m.conmebol 1] [nota 4]

- Maior:

1. Partida com mais gols, válida pela final: 3 gols. Resultado: São Paulo 3 - 0 Atlético Mineiro, em 1996. [Detalhes 5] [ref c.m.conmebol 1] [nota 4]
2. Partida com mais gols: 10 gols. Resultado: São Paulo 7 - 3 Botafogo, em 1996. [Detalhes 6] [ref c.m.conmebol 1] [nota 4]
3. Maior artilheiro: Almir com 5 gols, em 1996. [ref c.m.conmebol 1] [nota 4]

### Âmbito estadual

#### Supercampeonato Paulista
- Recordista paulista:

1. Títulos conquistados: 1 título (2002). [ref s.paulista 1] [nota 4]
2. Campeão com o melhor índice de aproveitamento da competição: 66,67% de aproveitamento (fez 8 pontos dos 12 pontos disputados), em 2002. [ref s.paulista 2] [nota 4]
3. Maior vitória, válida pela final: Resultado: São Paulo 4 - 1 Ituano, em 2002. [Detalhes 7] [ref s.paulista 2] [nota 4]
4. Maior vitória: Resultado: São Paulo 4 - 1 Ituano, em 2002. [Detalhes 7] [ref s.paulista 2] [nota 4]
5. Gols marcados em uma partida, válida pela final: 4 gols. Resultado: São Paulo 4 - 1 Ituano, em 2002. [Detalhes 7] [ref s.paulista 1] [nota 4]
6. Gols marcados em uma partida: 4 gols. Resultado: São Paulo 4 - 1 Ituano, em 2002. [Detalhes 7] [ref s.paulista 2] [nota 4]
7. Número de vitórias (soma de todas as edições): 2 vitórias. [ref s.paulista 2] [nota 4]
8. Número de gols marcados (soma de todas as edições): 10 gols. [ref s.paulista 2] [nota 4]

- Maior:

1. Partida com mais gols, válida pela final: 5 gols. Resultado: São Paulo 4 - 1 Ituano, em 2002.  [ref s.paulista 2] [nota 4]
2. Partida com mais gols: 5 gols. Resultado: São Paulo 4 - 1 Ituano, em 2002. [ref s.paulista 2] [nota 4] [N.R. 5]

## Feitos históricos

### Âmbito internacional

#### Campeonato Mundial de Clubes da FIFA Copa Toyota(Copa do Mundo de Clubes da FIFA):
- Primeiro clube do mundo:

1. Campeão mundial (anteriormente), a conquistar o mundial de clubes organizado pela FIFA: São Paulo foi campeão mundial pelos títulos conquistados na Copa Européia/Sul-Americana Toyota em 1992 e 1993, conquistou o Campeonato Mundial de Clubes da FIFA Copa Toyota de 2005.  [ref mundial da FIFA 1]  [ref mundial da FIFA 2]
2. Campeão mundial da FIFA com 100% de aproveitamento: São Paulo em 2005. [ref mundial da FIFA 1]
3. Campeão continental (clube classificado para o mundial de clubes da FIFA, por ser o atual campeão continental), a conquistar o mundial de clubes da FIFA: São Paulo campeão da Copa Libertadores da América de 2005, sendo o atual campeão sul-americano disputou e conquistou o Campeonato Mundial de Clubes da FIFA Copa Toyota em 2005.  [ref mundial da FIFA 3] [nota 6]
4. Marcar um gol na fase semifinal da competição: São Paulo em 2005. [Detalhes 8] [ref mundial da FIFA 2] [nota 7]
5. Marcar um gol de goleiro na competição: São Paulo em 2005. [ref mundial da FIFA 2]
  - Adversário: Al-Ittihad, da Arábia Saudita.
  - Resultado: São Paulo 3 - 2 Al-Ittihad.
  - Data: 14 de dezembro de 2005.
  - Jogador: Rogério Ceni, aos 57 minutos (pênalti). [ref mundial da FIFA 2]
6. Vencer uma semifinal da competição: São Paulo em 2005.
  - Adversário: Al-Ittihad, da Arábia Saudita.
  - Resultado: São Paulo 3 - 2 Al-Ittihad.
  - Data: 14 de dezembro de 2005. [ref mundial da FIFA 2] [nota 7]
7. Time na final do mundial da FIFA:
  1. Representante campeão sul-americano da CONMEBOL: São Paulo campeão da Copa Libertadores da América de 2005. [ref mundial da FIFA 1] [nota 8]
  2. Na história a marcar um gol na final: São Paulo 1 - 0 Liverpool da Inglaterra. Foi no dia 18 de dezembro de 2005, jogador Mineiro aos 27 minutos. [ref mundial da FIFA 1] [nota 9]
  3. Vencer a final durante o tempo normal: São Paulo 1 - 0 Liverpool da Inglaterra. Foi no dia 18 de dezembro de 2005. [ref mundial da FIFA 1] [nota 9]
  4. Derrotar na final o campeão europeu: São Paulo 1 - 0 Liverpool da Inglaterra. Foi no dia 18 de dezembro de 2005.  [ref mundial da FIFA 2] [nota 10]
  5. A ter um jogador premiado como "Melhor jogador da final" : Rogério Ceni na edição de 2005. [ref mundial da FIFA 1] [nota 11]
  6. A ter um jogador (goleiro) premiado como "Melhor jogador da final" : Rogério Ceni na edição de 2005. [ref mundial da FIFA 1] [nota 11]
  7. A ter um jogador (goleiro) premiado com o prêmio "Bola de Ouro" : Rogério Ceni na edição de 2005. [ref mundial da FIFA 1]
8. Time campeão continental, a conquistar um mundial organizado pela FIFA: São Paulo campeão da Copa Libertadores da América em 2005 e foi campeão do Campeonato Mundial de Clubes da FIFA de 2005. [ref mundial da FIFA 1] [nota 10]
9. Time campeão mundial, a conquistar um mundial organizado pela FIFA, que teve somente os campeões continentais (sem times convidados ou times representando o país-sede): São Paulo em 2005, todos os participantes eram os atuais campeões continentais. [ref mundial da FIFA 1] [nota 12]
10. Receber o atual troféu do mundial de clubes da FIFA: São Paulo na edição de 2005. [ref mundial da FIFA 5]  [ref mundial da FIFA 6] [nota 13]
11. Escrever seu nome no atual troféu do mundial de clubes da FIFA: São Paulo na edição de 2005. [ref mundial da FIFA 6] [nota 13]

#### Copa Européia/Sul-Americana Toyota:
- Feitos históricos:

1. Ganhou a final que teve mais gols na história da Copa Européia/Sul-Americana Toyota: 5 gols. Resultado: São Paulo 3 - 2 Milan da Itália, em 1993. [ref toyota 1]

### Âmbito continental

#### Taça Libertadores da América(Copa Libertadores da América):
- Feitos históricos:

1. Ganhou a partida que teve mais gols, em um jogo da final: São Paulo 5 - 1 Universidad Católica do Chile, em 1993. [ref libertadores 1] [N.R. 4]
2. Único time a disputar todas as finais, envolvendo dois times do mesmo país: Em 2005 contra o Atlético Paranaense e 2006 contra o Internacional.  [ref FH Libertadores 1]

- Primeiro:

1. Time a disputar uma final contra um clube do mesmo país: São Paulo contra o Atlético Paranaense, em 2005.  [ref FH Libertadores 1]
2. Time a ganhar uma final contra um clube do mesmo país: São Paulo contra o Atlético Paranaense, em 2005. Resultado final: São Paulo 5 - 1 Atlético Paranaense.  [ref FH Libertadores 1]

#### Recopa Sul-Americana:
- Feitos históricos:

1. Único clube a disputar e conquistar o título (sendo o campeão por direito), pelos critérios adotados para disputar a Recopa: São Paulo na edição de 1994.  [6]|group="ref FH Recopa"|name="ref.FH.recopa.1"}} [nota 14]

- Primeiro:

1. Bicampeão da Recopa Sul-Americana: São Paulo nas edições de 1993 e 1994. [ref FH Recopa 1]
2. Bicampeão consecutivo da Recopa Sul-Americana: São Paulo nas edições de 1993 e 1994. [ref FH Recopa 1]
3. Time a disputar uma final contra um clube do mesmo país: São Paulo contra o Cruzeiro, em 1993. [ref FH Recopa 1]
4. Time a ganhar uma final contra um clube do mesmo país: São Paulo contra o Cruzeiro, em 1993. Resultado final: São Paulo 0 - 0 Cruzeiro (São Paulo 4 - 2 Cruzeiro, resultado final da decisão por pênaltis). [ref FH Recopa 1]

#### Copa Master da Conmebol:
- Feitos históricos:

1. Único campeão da competição: São Paulo em 1996. [ref c.m.conmebol 1] [nota 4]
2. Campeão com 100% de aproveitamento: São Paulo em 1996. [ref c.m.conmebol 1] [nota 4]

### Âmbito nacional

#### Campeonato Brasileiro:
- Feitos históricos:

1. Único tricampeão consecutivo do Campeonato Brasileiro: São Paulo nas edições de 2006, 2007 e 2008. [nota 15] [nota 16] [nota 17] [N.R. 6]

### São Paulo Futebol Clube
- Primeira partida (inauguração) no Estádio do Morumbi: São Paulo 1 a 0 Sporting de Portugal[nota 18]
- Primeira partida (inauguração completa) no Estádio do Morumbi: São Paulo 1 a 1 Porto de Portugal[nota 19]
- Primeiro gol marcado no Estádio do Morumbi: Peixinho (futebolista) (Arnaldo Poffo Garcia).
- Primeira vitória no Estádio do Morumbi: São Paulo 1 a 0 Sporting CP
- Rogério Ceni foi o primeiro goleiro a marcar um gol no Campeonato Mundial de Clubes da FIFA pelo clube. Foi no dia 14 de Dezembro de 2005 no Campeonato Mundial de Clubes da FIFA Copa Toyota de 2005 (nome oficial daquela edição [nota 20])

#### Gols que entraram pra história
- Gol número 10.000 da Copa Libertadores da América:[7]

Jogador: Cicinho, aos 46 minutos do segundo tempo.
Jogo: São Paulo 2 a 0 Palmeiras
Data: 25 de maio de 2005
Local: Estádio do Morumbi
- Primeiro gol feito por um goleiro, no Campeonato Mundial de Clubes da FIFA (atual Copa do Mundo de Clubes da FIFA):[8]

Jogador: Rogério Ceni, aos 57 minutos (12 minutos do segundo tempo). Em cobrança de pênalti.
Jogo: São Paulo 3 a 2 Al-Ittihad
Data: 14 de dezembro de 2005
Local: Estádio Olímpico de Tóquio, Tóquio - Japão
- Primeiro gol na final do Campeonato Mundial de Clubes da FIFA (atual Copa do Mundo de Clubes da FIFA:[9]

Jogador: Mineiro, aos 27 minutos (27 minutos do primeiro tempo).
Jogo: São Paulo 1 a 0 Liverpool
Data: 18 de dezembro de 2005
Local: Estádio Internacional de Yokohama, Yokohama - Japão
Notas
Obs.: o trecho seguinte está "compactado" de modo a despoluir visualmente o contexto da página toda.